# شهرستان هوی
شهرستان هوی (به لاتین: Hui County) یک منطقهٔ مسکونی در چین است که در لونگنان واقع شده‌است.